# سكوت ريد (لاعب كرة قاعدة)
سكوت ريد (بالإنجليزية: Scott Reid)‏ هو لاعب كرة قاعدة أمريكي، ولد في 7 يناير 1947 في شيكاغو في الولايات المتحدة.

## وصلات خارجية
- سكوت ريد على موقع دوري كرة القاعدة الرئيسي (الإنجليزية)
- سكوت ريد على موقعبيزبول رفرنس.كوم (الدوري الرئيسي) (الإنجليزية)
- سكوت ريد على موقعبيزبول رفرنس.كوم (الدوري الثانوي) (الإنجليزية)